# Џејсон Вејд
Џејсон Вејд (енгл. Jason Wade; 5. јул 1980. Камарило, САД) је фронтмен групе Lifehouse од 1999. године.
Откако је бенд основан крајем 1999. године, Вејд свира гитару и пише скоро све текстове песама.
Захваљујући првом синглу, "Hanging by a Moment" који је одмах постао хит, Џејсон и момци из бенда су се нашли на врху листе најбољих 'свежих' бендова и стекали огромну публику.